# Lafraye
Lafraye är en kommun i departementet Oise i regionen Hauts-de-France i norra Frankrike. Kommunen ligger i kantonen Nivillers som tillhör arrondissementet Beauvais. År 2022 hade Lafraye 350 invånare.

## Befolkningsutveckling
Antalet invånare i kommunen Lafraye
| Referens: INSEE |